# 木梨ファンク 〜NORI NORI NO-RI〜
『木梨ファンク 〜NORI NORI NO-RI〜』（きなしファンク 〜ノリノリノーリ〜）は、とんねるずの木梨憲武ソロの1作目のEPである。2019年10月24日より配信が開始された。

## 概要
木梨のソロ名義第1弾となる作品。ヘッドライナーを務めた「氣志團万博2019」のステージ上で、本作のリリースを発表した。
配信直後に配信デイリーチャートでiTunesアルバムランキング総合1位、iTunesアルバムランキングJ-POP1位、レコチョク・アルバムランキングデイリー1位、レコチョク・ハイレゾアルバムランキングデイリー1位、Amazonランキングアルバム人気度ランキング1位、dwango.jpアルバム・デイリーダウンロードランキング1位と6冠を達成。11月4日付のBillboard Japan Hot Albumsチャートでは初登場10位を獲得。
10月27日の23時59分までに本作を主要音楽配信サイトで購入し、購入したことを示す画像をハッシュタグ「#憲のりのーり」を付けてTwitterで投稿すると、抽選で10名に木梨のサインが入った「大型CDキャリーケース」がプレゼントされるという企画が実施された。
本作に収録された楽曲は、いずれも12月11日に発売の1stアルバム『木梨ファンク ザ・ベスト』に収録された。

## 収録曲
| #         | タイトル                          | 作詞         | 作曲                    | 時間  |
| --------- | --------------------------------- | ------------ | ----------------------- | ----- |
| 1.        | 「GG STAND UP!! feat. 松本孝弘」  | EQ、木梨憲武 | EQ                      | 4:05  |
| 2.        | 「Laughing Days」                 | H.U.B.       | ジョセフ・メリン        | 4:23  |
| 3.        | 「チョイ前Love feat. 藤井フミヤ」 | 藤井フミヤ   | ジョセフ・メリン、MUSOH | 3:39  |
| 4.        | 「I LOVE YOUだもんで。」          | 木梨憲武     | UTA、HIRO               | 6:01  |
| 合計時間: | 合計時間:                         | 合計時間:    | 合計時間:               | 18:08 |

## 曲の解説
1. GG STAND UP!! feat. 松本孝弘
曲名は「ジージー・スタンド・アップ」と読む[2]。
曲の大半を完成させたところで、木梨のオファーによりB'zの松本孝弘がギターの演奏で加わった。
MVにはクラブパートで、EXILEのÜSA、Bro.KORN、AK-69、SWAY（DOBERMAN INFINITY）、HI-D、大久保篤志、菊池武夫などが出演している。配信当日に木梨の公式Instagramアカウントにて自身初のインスタライブが実施され、その中でミュージック・ビデオのフル・バージョンが先行公開された[2]。その後11月29日にミュージック・ビデオのフル・バージョンが公開され、1stアルバム『木梨ファンク ザ・ベスト』の初回限定盤に付属のDVDにも収録されている[7]。
11月29日に放送されたテレビ朝日『ミュージックステーション』で披露された[7]。
12月11日に放送されたフジテレビ『2019 FNS歌謡祭 第2夜』で披露された。
2. Laughing Days
2019年9月14日に出演した「氣志團万博〜房総ロックンロール最高びんびん物語〜」にて、自身のラジオ番組『土曜朝6時 木梨の会。』（TBSラジオ）で募集した100名のダンサーと共に披露された[8]。
3. チョイ前Love
4. I LOVE YOUだもんで。
自身の妻の安田成美に捧げる楽曲として制作された。自身のネット番組『木梨の貝。』にて募集した夫婦の写真で構成されたミュージック・ビデオが制作されている[9]。
12月11日に放送されたフジテレビ『2019 FNS歌謡祭 第2夜』で披露された。